# Torsione ovarica
La torsione ovarica è una patologia dell'apparato genitale femminile che consiste nella rotazione attorno all'asse vascolare dell'ovaio; tale evento comporta lo strangolamento dei vasi arteriosi e/o venosi con conseguente ischemia o necrosi dell'ovaio.

## Epidemiologia
La torsione ovarica rappresenta circa il 3% delle emergenze ginecologiche e colpisce maggiormente (70% dei casi) donne di età compresa tra i 20 e il 39 anni di età, con rischio aumentato durante la gravidanza e la menopausa. I fattori di rischio associato allo sviluppo di torsione ovarica sono:
- Gravidanza
- Menopausa
- Eccessiva lunghezza del legamento ovarico
- Ovaie aumentate di volume (ovaio maggiore di 6 cm)
- Tumori ovarici
- Aumento delle dimensioni del corpo luteo
- Aderenze pelviche

## Patofisiologia
I vasi arteriosi e venosi che vascolarizzano l'ovaio decorrono nel contesto del mesosalpinge e del mesovario; per questo motivo l'eccessiva lunghezza di questi legamenti rappresenta uno delle condizioni di rischio più importanti per lo sviluppo di una torsione ovarica. Analogamente, la presenza di una massa ovarica o di un corpo luteo gravidico sono associati allo sviluppo di torsione dell'asse vascolare fungendo essi stessi da tensori legamentosi. Raramente le torsioni ovariche sono bilaterali (meno del 20% dei casi) e sono predominanti nell'annesso di destra.

## Profilo clinico
La sintomatologia delle pazienti con torsione ovarica può essere inizialmente sfumata con dolore addominale diffuso o dolenzia unilaterale che può essere confuso con appendicite, diverticolite, tiflite, gravidanza extrauterina, colica ureterale, sindrome dell'intestino irritabile, malattia infiammatoria pelvica o endometriosi in fase algica. Caratteristicamente, la torsione ovarica progredisce verso un dolore sempre più localizzato, intenso e terebrante spesso associato a nausea, vomito, addome acuto localizzato, alvo chiuso e, nei casi di necrosi ovarica, a febbre.

## Profilo diagnostico
In un contesto anamnestico e obiettivo suggestivo di torsione ovarica, le procedure diagnostiche di primo livello sono:
- Emocromo + formula leucocita e proteina C reattiva, esami utili ad escludere o quantificare un eventuale processo infettivo acuto o cronico
- Beta-hCG per diagnosticare una gravidanza fisiologica ed escludere una gravidanza extrauterina
- Ecografia transvaginale[2][3][4][5]

Quest'ultima metodica può identificare i seguenti reperti suggestivi di torsione ovarica:
- Ovaio edematoso ipoecogeno od iperecogeno
- Follicolo ovarico dislocato
- Falda di fluido (visibile nell'80% dei casi) nello scavo del Douglas
- Eventuale lesione espansiva ovarica o tubarica (neoplasia o gravidanza extrauterina)
- Utero deviato verso l'ovaio affetto
- Visualizzazione diretta della torsione del peduncolo vascolare  (whirlpool sign)

Il sospetto diagnostico si completa con l'esecuzione di un ecodoppler dei vasi ovarici, in grado di dimostrare nella maggior parte dei casi di torsione l'assenza di flusso venoso nella vena o nell'arteria ovarica. Tuttavia, la presenza di flussi artero-venosi ovarici nella norma non esclude l'eventuale presenza di un'ischemia ovarica intermittente; in questi casi, in presenza di giustificato sospetto clinico, la diagnosi può essere posta solo attraverso laparoscopia.

## Terapia
La laparoscopia, oltre ad offrire diagnosi di certezza, è la metodica di elezione per il trattamento della torsione ovarica, permettendo il ripristino della normale perfusione ovarica. In corso di laparoscopia viene comunemente effettuata l'ooforopessi dell'ovaio coinvolto o di entrambi per prevenire recidive di torsione.